# 王君愕
王君愕（595年—645年7月20日）武安邯郸（河北邯郸）人，隋朝大业末年，并州人王君廓在邯郸掳掠，王君愕前往劝说，让他据守井陉山，等待各方势力角逐出胜利者，然后投靠。一年多后，李渊进入关中称帝，王君愕于是和王君廓率所部万余人归降唐朝，被拜为大将军。当时秦王李世民掌管军事征讨，王君愕进入幕府为将，以战功拜上柱国，授玄真府别将，封新兴县开国侯，不久迁任左翊卫中郎将。其後进为公爵，拜右领军将军，转左武卫将军。
贞观十八年（644年），唐太宗征讨高句丽，王君愕兼领左屯营兵马。贞观十九年六月廿二日（645年7月20日），唐太宗亲自领军与高句丽战于驻跸山，王君愕以先锋陷阵，力战而死，时年五十一。唐太宗深感痛惜，追赠他为左卫大将军、都督幽、易、妫、平、檀、燕六州诸军事、幽州刺史，进爵邢国公，食邑三千户，陪葬昭陵。
王君愕妻张廉穆，字高行，南阳人。21岁嫁给王君愕，被封为义丰县夫人。永徽五年（654年）三月十五日去世于京师安众里隆政第，年五十三，生有两子：王及善、王及福。王及善在武则天时任宰相，人称“驱驴宰相”。

## 墓志铭
唐故幽州都督邢国公王公墓志铭并序

 公讳君愕，武安邯郸人也。履迹疏源，叶五臣而胙国；上宾流庆，派九仙面命氏。秦称名将，三叶重光；汉粤辅臣，一心事主。自兹厥俊，代有其人。祖泽，齐冀州司功参军；父节，隋行唐县主簿。并才为世出，名教系之以洿隆；人以道尊，礼秩无得而轻重。公阏舆腾气，丰隆降精。少禀奇杰之姿，早厉风霜之节。两鞯双戟，参妙穷神；八阵九攻，冥符阴契。大业之季，祸难殷流。万邑为墟，咸成蛇豕；百灵涂地，悉饵豺狼。公独悟时机，自求多福。遂乃栖迟岩壑，异桃源而避秦；感会风云，同钜野之归汉。以武德之始，率众辕门，授大将军，兼领校尉。於时战争在辰，云雷方始。三晋之野，鏨齿为哭；两周之地，铜头扇梗。皇上昔居分陕，任实专征，嘉公忠到，致之幕府。扫搀抢於汾、浍，斩级居多；靖枭镜於伊、瀍，懋功为首，进拜上柱国。续以漳南之清大憝，匹马先登；蓟北之廓重氛，凶徒皆靡，以功授玄真府别将，封新兴县开国侯，寻迁左翊卫中郎将。陛戟任隆，兵栏寄重。辛庆忌之西京美望，蔡伯喈之东汉盛名。比绩论功，曾何仿佛。其後，进爵为公，拜右领军将军，俄转左武卫将军。公雅究韬钤，尤工抚驭。五营思奋，义感於投醪；七萃忘生，忠深於蹈火。既而三韩放命，六师薄伐。蚁徒云会，际日域以倾巢；丑类蜂□，阻苍波而借一。武旅争进，銮驾亲临。公躬率熊罴，先蒙飞石，出左入右，飘若凌风。拔帜斩旗，倏如奔电。声高百万，气勇三军。言纪丸都，怆国殇之已反；将闻凯奏，痛马革而先归。呜呼哀哉！以贞观十九年六月廿二日薨於辽东驻跸之山，春秋五十有一。痛结宸衷，悲缠行路。爰发明诏，赠左卫大将军、都督幽、易、妫、平、檀、燕六州诸军事、幽州刺史，进爵邢国公，食邑三千户，赙绢布一千二百匹，赐以东园秘器，鸿胪监护。丧事所须，随由官给。公天资亮直，至性淳深。逸气纵横，脱落家人之事；宏图ㄈ傥，自致封侯之业。名书竹帛，象画丹青。崇头号於时，振嘉声於万古。举无遗算，动必因机，智也；百战先呜，万夫莫向，勇也；投躯殉主，忠也；杀身成名，仁也。以兹四美，求诸千载，缅维古烈，何期远哉。即以其年十月十四日陪葬於昭陵，褒臣节也。诠诸景行，勒此音徽。庶腾芳於神道，永作纪於泉扉。乃为铭粤：

清漳巨浸，全赵名都，国有奇宝，人资令图。源分仙驾，地本膏腴，门承丕德，世济祥符。其一。

赫矣君侯，美哉风烈，秋霜比义，冬筠竞节。引蔗非工，中杨讵绝，神交吴邓，性邻韬决。其二。

言归有道，济彼时屯，功参缔构，业预经纶。名书壮士，绩著功臣，金闺作卫，玉帐斯陈。其三。

梁水波惊，扶桑雾拥，屡摧凶锐，频矜余勇。生以义轻，效随恩重，方恢胜略，俄悲旋踵。其四。

一人兴悼，三军掩泣，壮气犹生，反魂无及。龙光此谢，龟谋允袭，陵谷可迁，风猷罔戢。